# 우크라이나 반시위법

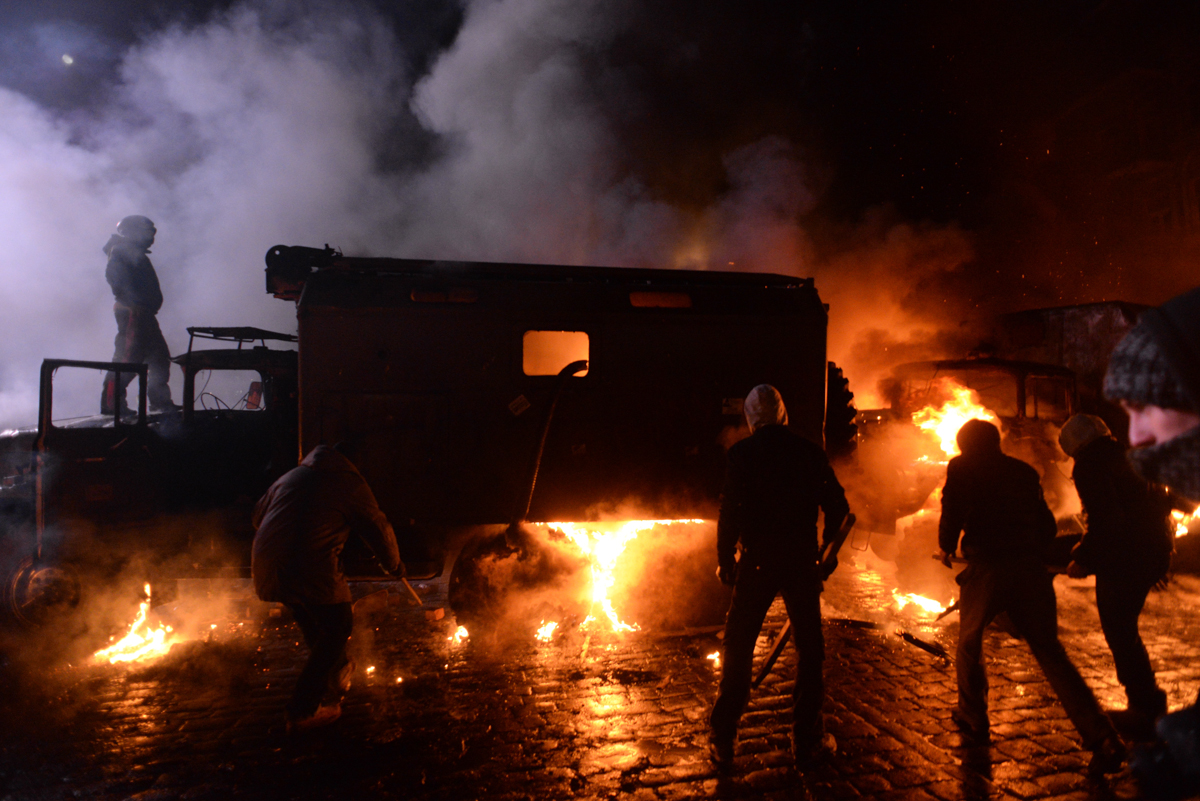
2014년 1월, 우크라이나 반시위법에 반대해 일어난 2014년 흐루셰우스키 가 봉기.

우크라이나 반시위법(우크라이나어: Закони про диктатуру)은 우크라이나에서 표현의 자유 및 집회의 자유를 침해하는 일련의 법안이다. 이 법은 2014년 1월 16일 최고 라다(우크라이나 의회)를 통과했고(검은 목요일), 다음 날 우크라이나의 대통령 빅토르 야누코비치가 서명했다. 이 법은 2013년 11월부터 시작된 대규모 봉기를 노리고 통과되었다. 이 법은 흔히 유로마이단 시위대, 비정부 기구, 학자들 우크라이나 언론이 우크라이나 독재법(우크라이나어: закони про диктатуру)이라고 불리고 있다.
서방 국가들은 이 법을 개인의 항의의 자유를 뺏고, 언론의 자유 및 비정부기구의 활동을 제한하는 비민주적 성격을 가지고 있다고 비판했다. 티모시 D. 스나이더는 이 법이 효과적으로 독재 국가를 설립한다는 등 이들은 엄격한 어조로 언론과 전문가들이 기술했다. 이 법은 미국 국무장관 존 케리가 "반민주적인" 법이라고 비판하면서 국제적으로 알려지게 되었다.
이 법은 집권당인 우크라이나 지역당 의원 바딤 콜레스니첸코와 볼로디미르 올리옌크가 제안하였고, 우크라이나 지역당 및 우크라이나 공산당, 일부 무소속 의원이 찬성했고, 이 법은 가결 수 이상의 의원 찬성으로 가결되었다. 새로운 법률 시행에 따라, 우크라이나 내무부 장관 비탈리 자크라첸코는 "각각의 범죄는 그것에 맞게 우리가 가혹하게 처벌할 것이다"라고 말했다.
2014년 1월 28일, 반시위법 조항 9개가 의회에 의해 취소되었다.

## 과정
이 법을 채택하면서, 의회는 자체적인 법안 통과를 위한 절차를 위반했다. 이 법은 손을 들어서 찬성을 표시하는 절차로 이루어졌다고 말했다. 이것은 절차적 규칙에서 허용되지만,(우크라이나어) 이 경우는 전자 시스템을 이용해 투표하는 "기술적 가능성"이 거의 없을 때에만 사용할 수 있다. 또한, 손이 "몇 초 이내에" 계산되었으며 많은 의원들이 사실상 없는 동안 의회에 참석한 의원 수로만 과반수를 계산했다. 법률 대부분은 의회 내의 위원회의 사전 검토 없이 이루어졌으며, 심지어는 의원들이 법률을 검토하고 읽을 시간도 없이 찬반 투표가 이루어졌다.